# Alexandre (emperador romà d'Orient)
Alexandre va ser emperador romà d'Orient del 912 al 913. Era el tercer fill de l'emperador Basili I i Eudòxia Inguerina.

## Ascens al tron
Va néixer cap a l'any 870 i el 879 el seu pare el va nomenar successor, cosa que ja havia fet amb els altres fills. A la mort del seu pare (886) va portar el títol imperial junt amb son germà Lleó VI el Filòsof. Lleó va morir l'11 de maig del 912 i el va succeir el seu fill Constantí VII Porfirogènit, Alexandre va rebre la custòdia del jove emperador i la corona imperial com associat al govern; això no obstant es va fer dir autocràtor (αὐτοκράτωρ πιστὸς εὑσεβὴς βασιλεὺς), paraula que apareix en les monedes per celebrar el final dels seus trenta-tres anys de coemperador amb el seu germà.

## Govern
El seu govern només va durar un any i uns dies i va mostrar una sèrie llarga de crueltats i d'actes llicenciosos. Els ministres millors van ser despatxats i els pitjors ascendits. L'emperadriu Zoè Carbonopsina va ser enviada a un convent, el patriarca Eutimi destituït i substituït per Nicolau el Místic (que l'any 907 havia estat deposat per Lleó VI).
Els textos antics el descriuen com un home mandrós, amant dels plaers. També deien que era maliciós, i que tenia pensat castrar el jove Constantí VII a fi d'excloure'l de la successió. Per altra banda, els cronistes l'acusaven d'idolatria, ja que va arribar a fer sacrificis pagans a l'estàtua d'or del bou sagrat que encara hi havia a l'Hipòdrom, refiant que així curaria la seva impotència.
En aquell temps l'imperi va rebre l'atac d'Al-Múqtadir en els territoris de l'est que confinaven amb el Califat Abbàssida.
Va esclatar la guerra amb Simeó de Bulgària, per haver-li denegat el tribut per celebrar la proclamació de Simeó, guerra de la qual no en va veure el final.

## Successió
Va morir el 7 de juny del 913 d'una embòlia després d'una dura cavalcada ja que practicava un joc, semblant al polo, anomenat tzykanion. No es va casar ni va tenir fills que interferissin en la successió escollida per Lleó VI, però Constantí VII encara era menor d'edat i la regència va ser assumida per un consell dirigit per Nicolau el Místic.
La seva mort va ser predita pel seu germà Lleó, que va escriure en una de les seves profecies que només regnaria tretze mesos.